# Xyleutes persona
Xyleutes persona là một loài bướm đêm thuộc họ Cossidae. Nó được tìm thấy ở miền nam và tây Nam Á.

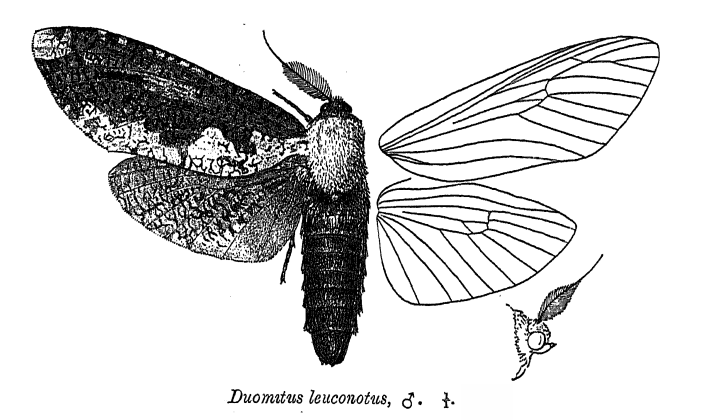
Hình minh họa

Larvae bore Casuarina trees.